# Microdon scolopus
Microdon scolopus är en tvåvingeart som beskrevs av Shannon 1927. Microdon scolopus ingår i släktet myrblomflugor, och familjen blomflugor. Inga underarter finns listade i Catalogue of Life.